# كيم أندرسن (فارس)
كيم أندرسن هو فارس دنماركي، ولد في 1963.

نشأ أندرسن في مضمار سباق الخيل في كلامبينبورغ حيث كان والده جون أندرسن فارسًا في الستينيات، حرص على أن يسير على خطى والده بعد أن أنهى تعليمه، تم تأجيل تدريبه المهني لمدة 3 سنوات لأن والده تقاعد بسبب اعتلال صحته بعد أن قضى 20 عامًا في العمل، اعتقد والداه أنه من الأفضل أن يحصل على التعليم أولاً.
بعد الانتهاء من المدرسة تدرب كيم أندرسن على صناعة الحلويات قبل أن يصبح أولًا متدربًا للمدرب البطل فرانز نوتز، في ذلك الوقت كان لدى نوتز بالفعل عدد من الفرسان المتدربين في رعايته الذين ساعدوا في تعليم أندرسن الأعمال.
في السنة الأولى كمتدرب لم تكن هناك انتصارات لكنه ثابر وفاز بأول سباق له بعد عام، ذهب ليصبح الفارس الرائد في حلبة السباق في وطنه في كلامبينبورغ لمدة 11 عامًا.
حقق أندرسن نجاحًا كبيرًا في عدد من أماكن السباقات في جميع أنحاء أوروبا وقام بزيارتين إلى أستراليا الغربية حيث لاقى هناك أيضاً النحاح.